# Karcsa
Karcsa is een plaats (község) en gemeente in het Hongaarse comitaat Borsod-Abaúj-Zemplén. Karcsa telt 2025 inwoners (2001).